# Anthony Ashley Cooper, 1. hrabě ze Shaftesbury
Anthony Ashley Cooper, 1. hrabě ze Shaftesbury (Anthony Ashley Cooper, 1st Earl of Shaftesbury, 1st Baron Ashley, 2nd Baronet Cooper of Rockbourne) (22. července 1621 Dorset – 21. ledna 1683 Amsterdam, Nizozemsko) byl anglický státník. Jako příslušník drobné venkovské šlechty se za revoluce přidal na stranu parlamentu a stal se členem státní rady. Později podpořil obnovení monarchie a zastával řadu vysokých státních úřadů. Ve funkci prvního lorda pokladu byl v letech 1670–1672 fakticky prvním ministrem v rámci vlády cabal. Získal titul hraběte, ale po pádu vlády cabal se přidal k opozici proti Karlovi II. Zemřel v exilu.

## Kariéra
Pocházel z venkovské šlechty z hrabství Dorset, byl synem Sira Johna Coopera (†1631). Studoval v Oxfordu a v roce 1640 se stal členem Dolní sněmovny. Politicky původně podporoval Karla I. a v jeho armádě dosáhl hodnosti plukovníka, v roce 1643 byl guvernérem ve Weymouthu. V roce 1644 přešel na stranu parlamentu, byl šerifem v Dorsetu a Wiltshire. Od roku 1653 byl znovu poslancem Dolní sněmovny, stal se také členem Cromwellovy státní rady (1653-1654). Kvůli Cromwellově diktátorské politice se s ním názorově rozešel, po jeho smrti se stal znovu členem státní rady (1659).
V roce 1660 podpořil restauraci Stuartovců a téhož roku byl členem soudu nad královrahy (soudci Karla I.) V roce 1661 s titulem barona Ashleye vstoupil do Sněmovny lordů, od roku 1661 byl též členem státní rady. V letech 1667-1672 byl lordem kancléřem pokladu, od roku 1668 souběžně také členem státní rady pro obchod. Mimo jiné zastával v letech 1668-1673 post místodržitele v hrabství Dorset a byl také podílníkem výnosů americké kolonie Carolina, zastával i řadu dalších čestných funkcí a od roku 1663 byl členem Královské společnosti. Jako lord nejvyšší strážce pokladu (Lord High Treasurer) (1670-1672) a lord kancléř (1672-1673) byl členem mocenského uskupení cabal, v roce 1672 byl povýšen na hraběte ze Shaftesbury. Z funkce lorda kancléře byl odvolán pro odpor proti královým oblíbencům, zůstal ale v úřadu prvního lorda obchodu, respektive prezidenta úřadu pro obchod a kolonie (1672-1679). V roce 1679 byl krátce lordem prezidentem Tajné rady, ale vzápětí po obvinění z chystaného spiknutí proti králi byl odvolán. Ve Sněmovně lordů přešel k radikální opozici na straně whigů, nakonec emigroval do Nizozemí, kde zemřel.

## Rodina
Poprvé se oženil v roce 1639 s Margaret Coventry (1622–1649), dcerou dlouholetého ministra 1. barona Coventryho. Jeho druhou manželkou byla od roku 1650 Frances Cecil (1633–1652), dcera 3. hraběte z Exeteru, potřetí se v roce 1655 oženil s Margaret Spencer (1627–1693), sestrou pozdějšího prvního ministra 2. hraběte ze Sunderlandu. Z druhého manželství se narodil jediný syn a dědic titulu Anthony Ashley Cooper, 2. hrabě ze Shaftesbury (1652–1699), vnuk 3. hrabě ze Shaftesbury (1671–1713) vynikl jako filozof.
Jeho švagr Sir Henry Coventry (1618–1686) byl členem Dolní sněmovny, poté se uplatnil jako vyslanec ve Švédsku a Holandsku, v 70. letech 17. století zastával funkci státního sekretáře zahraničí a vnitra, jeho skutečný vliv na politické záležitosti byl ale minimální.